# Głos Ziemi
Głos Ziemi – społeczno-polityczny tygodnik ukazujący się w Okręgu Mazurskim. Organ Stronnictwa Ludowego.
Pierwszy numer ukazał się 20 maja 1945 r. jako druk powielaczowy. Od 23 października 1945 r. pismo ukazywało się drukiem i  kierowane było do wykształconego odbiorcy. Głos Ziemi redagowany był przez Feliksa Murawę i poświęcał wiele miejsca przeszłości, wyjaśniał czytelnikom nieobeznanym z dziejami Warmii i Mazur bogactwo życia tych terenów i starając się w ten sposób inicjować procesy integracyjne nowej, pochodzącej z innych polskich regionów, społeczności. Tygodnik przestał się ukazywać po powstaniu nowej partii – Polskiego Stronnictwa Ludowego.